# Veysonnaz
Veysonnaz es una comuna suiza del cantón del Valais, situada en el distrito de Sion. Limita al este con la comuna de Salins, al sureste con Les Agettes, y al sur, oeste y norte con Nendaz.

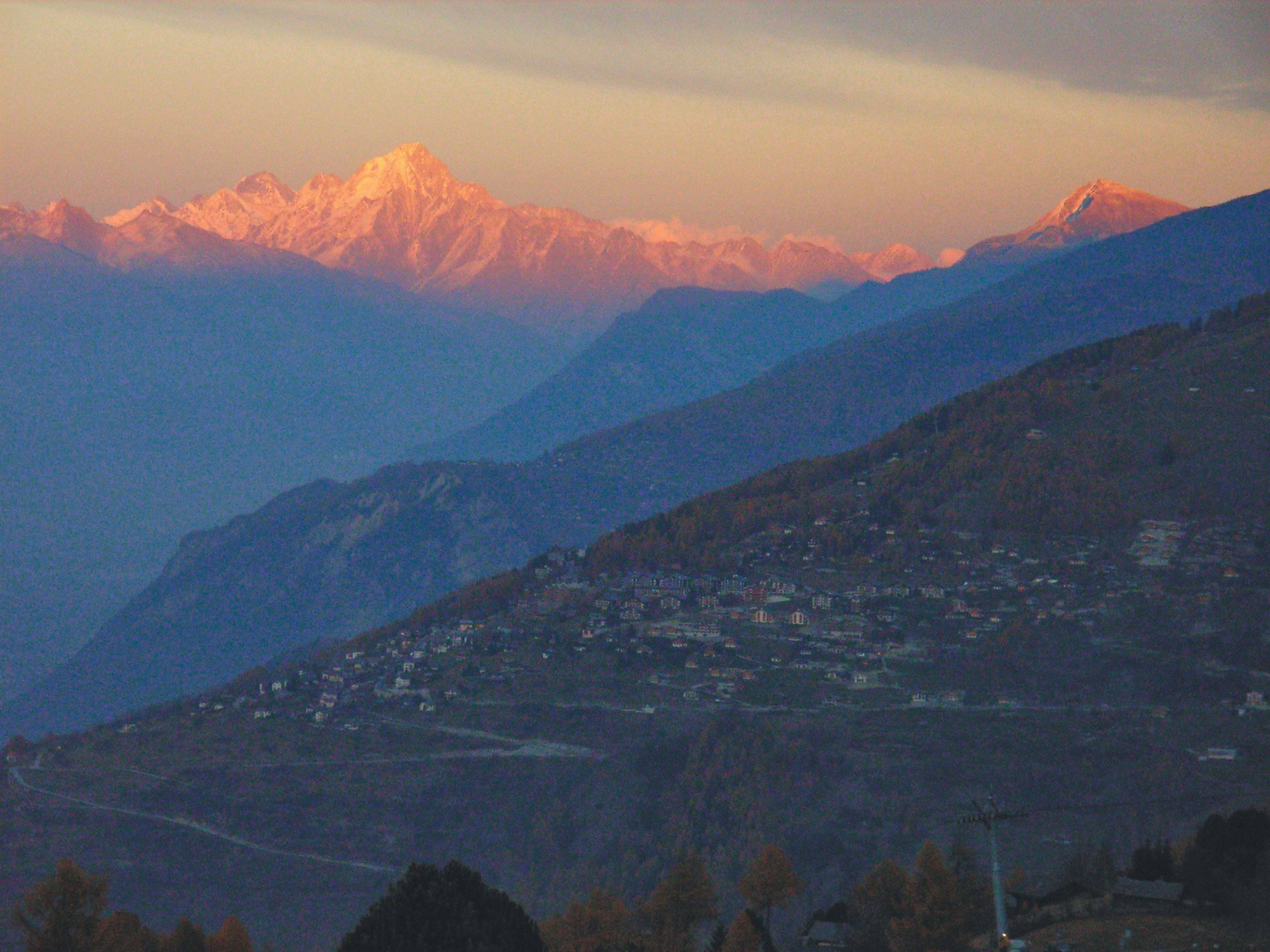
Vista de los Alpes en la región de Veysonnaz.